# Nirasaki, Yamanashi
Nirasaki (韮崎市 Nirasaki-shi) là một thành phố thuộc tỉnh Yamanashi, Nhật Bản.